# Melitaea yuenty
Melitaea yuenty — вид денних метеликів родини сонцевиків (Nymphalidae).

## Поширення
Вид поширений на півдні Китаю (Юньнань, Сичуань) та на півночі В'єтнаму.